# Interpretación de la sentencia
La interpretación de la sentencia es la actividad consistente en determinar el o los sentidos o alcances del contenido de un fallo judicial. Esto por cuanto, una vez dictado por el respectivo órgano jurisdiccional, puede ofrecer dudas en cuanto a alguna o algunas de sus partes, esto es, sus fundamentos o normas creadas o citadas, los mandatos u órdenes que contiene, o la forma de ejecutarlas. Hablar de interpretación de la sentencia, entonces, supone aceptar que es un texto escrito y que como tal, puede adolecer de vaguedad, ambigüedad, oscuridad o contradicción.

## Regulación por países

### Chile
En Chile, la manera de hacer frente a las dificultades que puede presentar una resolución judicial para su debida inteligencia es mediante el recurso de rectificación, aclaración y enmienda que contempla el artículo 182 del Código de Procedimiento Civil chileno. Esta disposición considera la posibilidad de que el tribunal que dictó la resolución, previa petición de parte, pueda aclarar los puntos oscuros o dudosos, salvar las omisiones y rectificar los errores de copia, de referencia o cálculos numéricos que aparezcan de manifiesto en la misma sentencia.

### Argentina
El Código de Procedimiento Civil y Comercial de la Nación dispone en su artículo 166 N.º 2 que al juez le corresponderá "corregir, a pedido de parte, formulada dentro de los tres días de la notificación y sin substanciación, cualquier error material; aclarar algún concepto oscuro sin alterar lo sustancial de la decisión y suplir cualquier omisión en que hubiese incurrido sobre algunas de las pretensiones deducidas y discutidas en el litigio." Además de ello, el N.º 1 de la misma norma faculta al juez para corregir simples errores numéricos incluso durante la ejecución de la sentencia.